# Чемпионат мира по бегу по шоссе среди женщин 1986
Чемпионат мира по бегу по шоссе среди женщин 1986 года прошёл 9 ноября в Лиссабоне, столице Португалии. На старт вышли 65 спортсменок из 21 страны мира. Были разыграны два комплекта медалей — на дистанции 15 км в личном и командном зачёте.

## Итоги соревнований
Круговая трасса была проложена по набережной реки Тахо от башни Торри–ди-Белен до паромного причала. За ходом борьбы на дистанции наблюдали порядка 30 тысяч человек.
В третий раз из четырёх возможных чемпионкой мира стала Аурора Кунья, выступавшая перед родными зрителями. Как и два года назад, серебряную медаль выиграла другая бегунья из Португалии — Роза Мота. Замкнула тройку призёров Карла Бёрскенс из Нидерландов. Третья победа Куньи оказалась самой трудной: разница между первым и четвёртым местом на финише составила всего 10 секунд.
Каждая страна могла выставить до четырёх спортсменок. Сильнейшие сборные в командном первенстве определялись по сумме мест трёх лучших участниц.

## Медалисты
Курсивом выделены участницы, чей результат не пошёл в зачёт команды
| Дисциплина      | Золото                                                                           | Золото   | Серебро                                                                  | Серебро | Бронза                                                         | Бронза   |
| --------------- | -------------------------------------------------------------------------------- | -------- | ------------------------------------------------------------------------ | ------- | -------------------------------------------------------------- | -------- |
| 15 км           | Аурора Кунья Португалия                                                          | 48.31    | Роза Мота Португалия                                                     | 48.35   | Карла Бёрскенс Нидерланды                                      | 48.36    |
| 15 км (команды) | СССР · Татьяна Казанкина · Людмила Матвеева · Марина Родченкова · Елена Сипатова | 20 очков | Португалия · Аурора Кунья · Роза Мота · Альбертина Диаш · Лусилия Соареш | 24 очка | США · Марта Кукси · Келли Аркулетта · Сюзанн Жирар · Нэнси Диц | 26 очков |